# Natural art
Natural Art (Art naturel) est un projet lancé par Jacek Tylicki, un artiste d’origine polonaise, habitant aux États-Unis. 

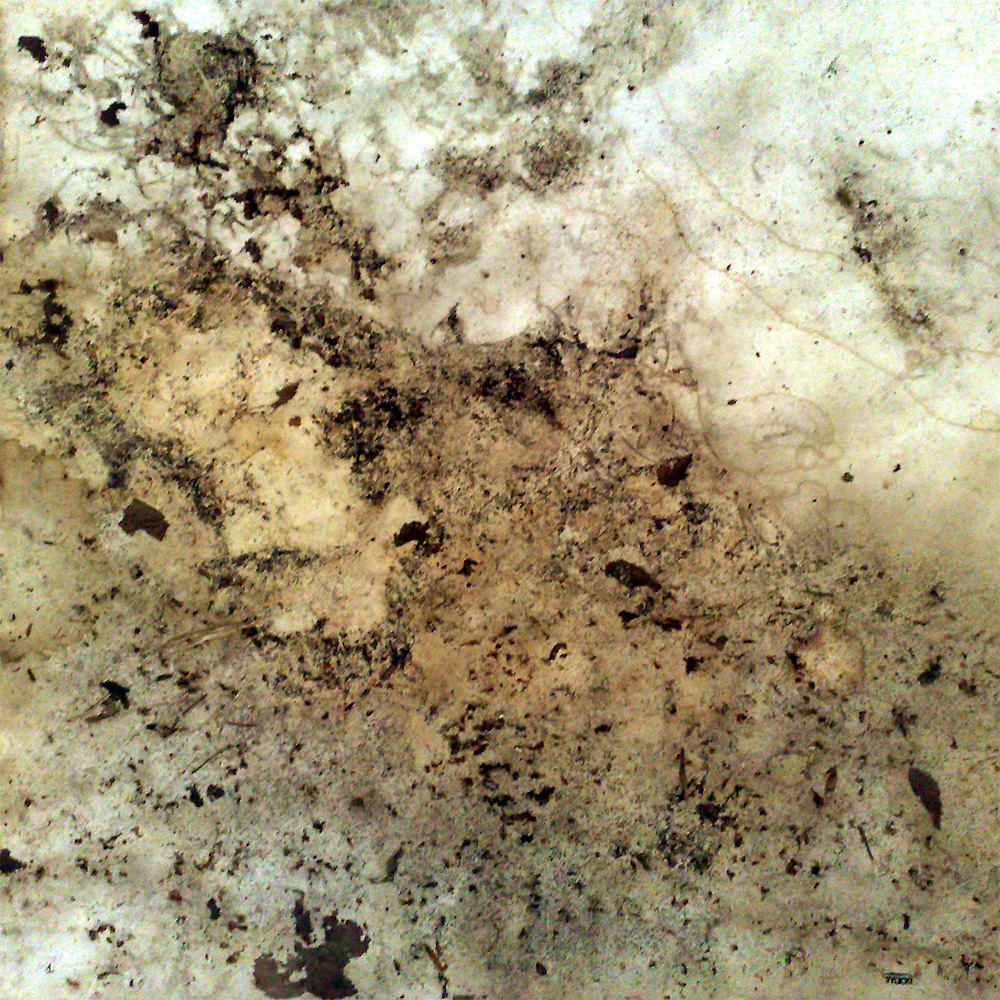
Nr.1, 4 jours dans le pré., Sud de la Lund, Suède, papier aquarelle, 16/07 - 20/07 1973, 46 cm × 46 cm

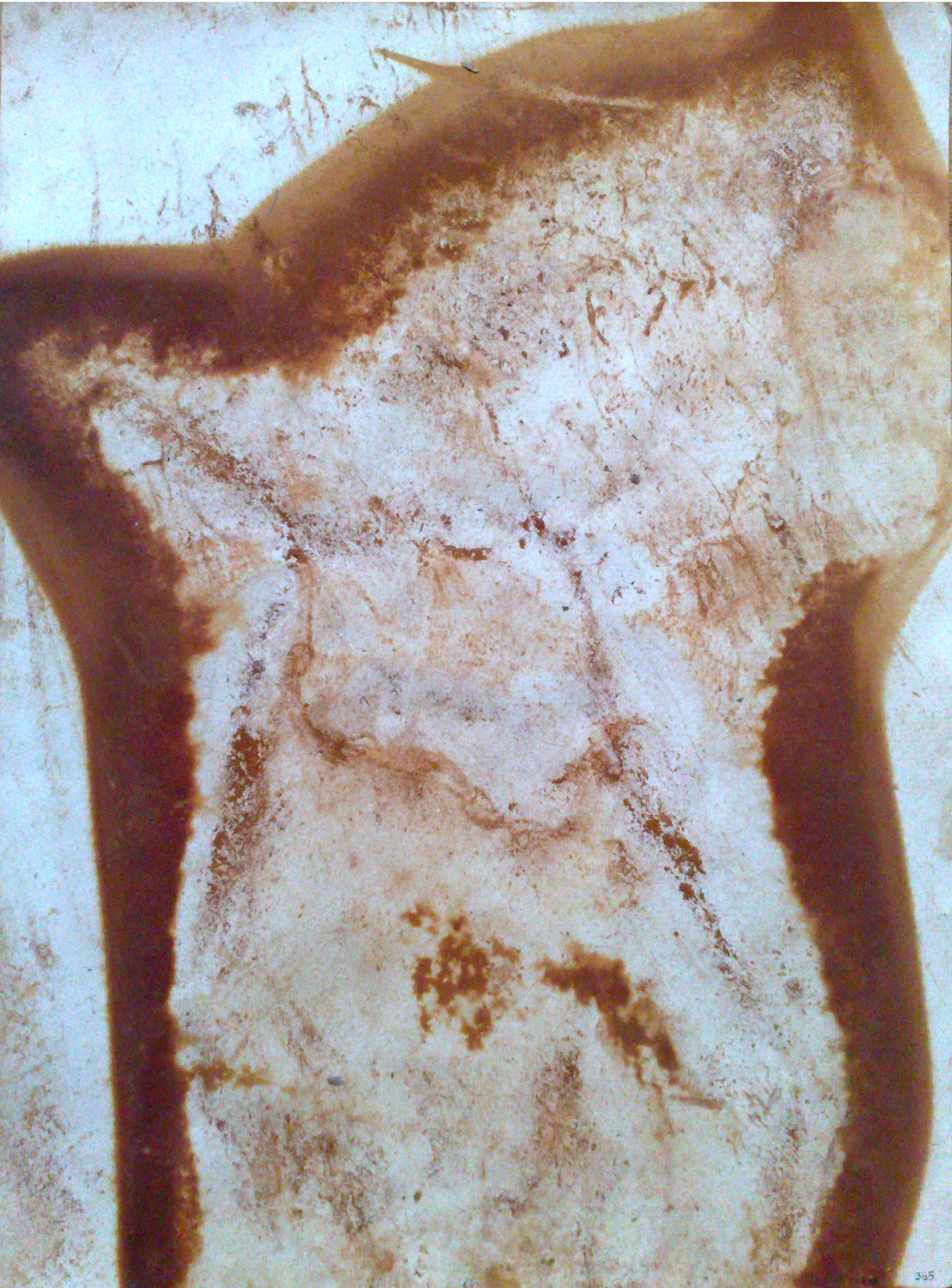
Nr.365, 13 jours sur un terrain à proximité de sources thermales, Krýsuvík, Islande, papier aquarelle, 02/07 - 15/07 1979, 47,5 cm × 35,4 cm

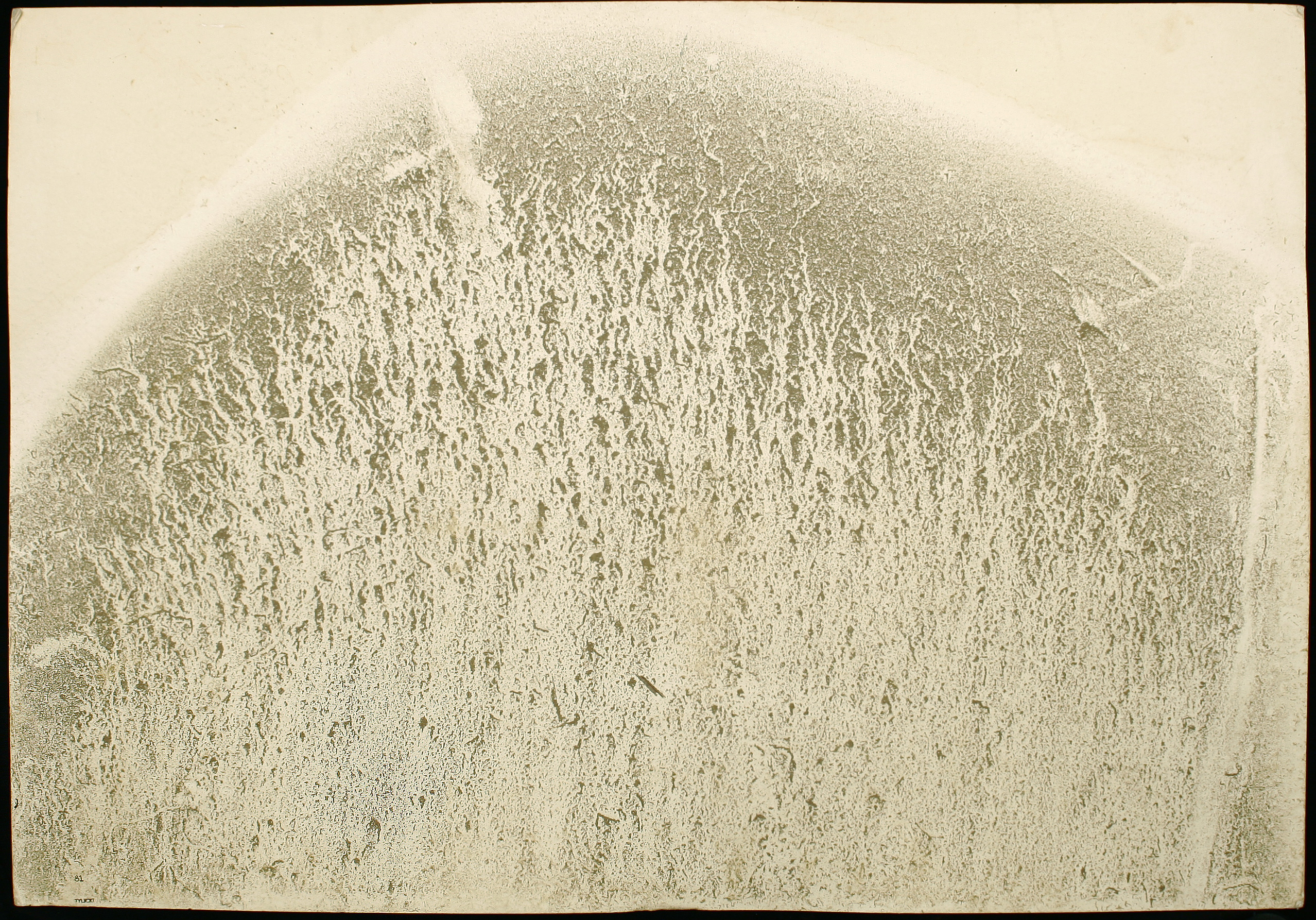
Nr.81, 3 jours au bord de la rivière, Sud de la Lund, Suède, carton musée, 16/06 – 19/06 1978, 72,7 × 50,7 cm

Dans le cadre du projet Natural Art, lancé en 1973, lors de ses nombreux voyages dans le monde entier (Suède, Pologne, Inde, Islande, États-Unis, Océanie), Jacek Tylicki laisse à l’abandon des toiles blanches au sein de la nature sauvage (prés, bois, bords de rivières) pour que la nature, toute seule, sans ingérence de l'homme, crée sur elles, au fil du temps, son reflet.
Ainsi, il exige de la nature une attitude réservée jusqu’à présent à l’artiste, c’est-à-dire la création de formes.
Jacek Tylicki est considéré comme l’un des créateurs de l’Art conceptuel et comme l’un des précurseurs du Land art, de même qu’Andy Goldsworthy et de Richard Long. 

## Exemples d’expositions individuelles présentant Natural Art
- Gallery 38, Copenhague, Danemark, 1979
- Galeria Sien Gdanska, Gdańsk, Pologne, 1979
- Galerie St. Pietri, Lund, Suède, 1979
- Galeria Akumulatory 2, Poznań, Pologne, 1979
- Galerie Sudurgata 7, Reykjavik, Islande, 1979
- Galerie Kanal 2, Copenhague, Danemark, 1980
- Galeria BWA, Sopot, Pologne, 1980
- Galerie Sudurgata 7, Reykjavik, Islande, 1980
- Club 57, New York, États-Unis, 1982
- Now Gallery, New York, États-Unis, 1985
- Fashion Moda Gallery, New York, États-Unis, 1986

## Exemples d’expositions collectives
- EXEN, Copenhague, Danemark, 1979
- Nordic Experimental Art Festival, Islande, 1979
- Experimental Environment II, Living Art Museum, Islande, 1980
- New Avantgarde, BWA, Sopot, Pologne, 1981
- ARTEDER International, Bilbao, Espagne, 1982
- Now Gallery, New York, États-Unis, 1984
- Avenue B Gallery, New York, États-Unis, 1984
- 8BC Gallery, New York, États-Unis, 1985
- Nite Gallery, New York, États-Unis, 1985
- Fusion Gallery, New York, États-Unis, 1986
- Artifacts Gallery, Miami, États-Unis, 1986
- No-Se-N Gallery, New York, États-Unis, 1986
- Sculpture Garden, New York, États-Unis, 1986
- Binghamton University Gallery, État de New York, États-Unis, 1987
- Fashion Moda Gallery, New York, États-Unis, 1986
- Limelight, New York, États-Unis, 1988
- Académie des arts de Berlin, Berlin, Allemagne, 1994
- Zachęta National Gallery of Art, Varsovie, Pologne, 2012
- MOCAK - Museum of Contemporary Art de Cracovie, Pologne, 2013